# Kenji Kimura
Kenji Kimura (jap. 木村憲治 Kimura Kenji; ur. 19 lipca 1945 w Setagayi w Tokio) – japoński siatkarz. Dwukrotny medalista olimpijski.
Mierzący 185 cm wzrostu zawodnik znajdował się w składzie srebrnych medalistów olimpijskich w Meksyku. W 1972 w Monachium znalazł się wśród triumfatorów olimpiady. Był brązowym medalistą mistrzostw świata w 1970 i 1974.